# Vates boliviana
Vates boliviana es una especie de mantis de la familia Mantidae.

## Distribución geográfica
Se encuentra en Bolivia.